# Buprestis langii
Buprestis langii är en skalbaggsart som beskrevs av Mannerheim 1843. Buprestis langii ingår i släktet Buprestis och familjen praktbaggar. Inga underarter finns listade i Catalogue of Life.